# Laringocele

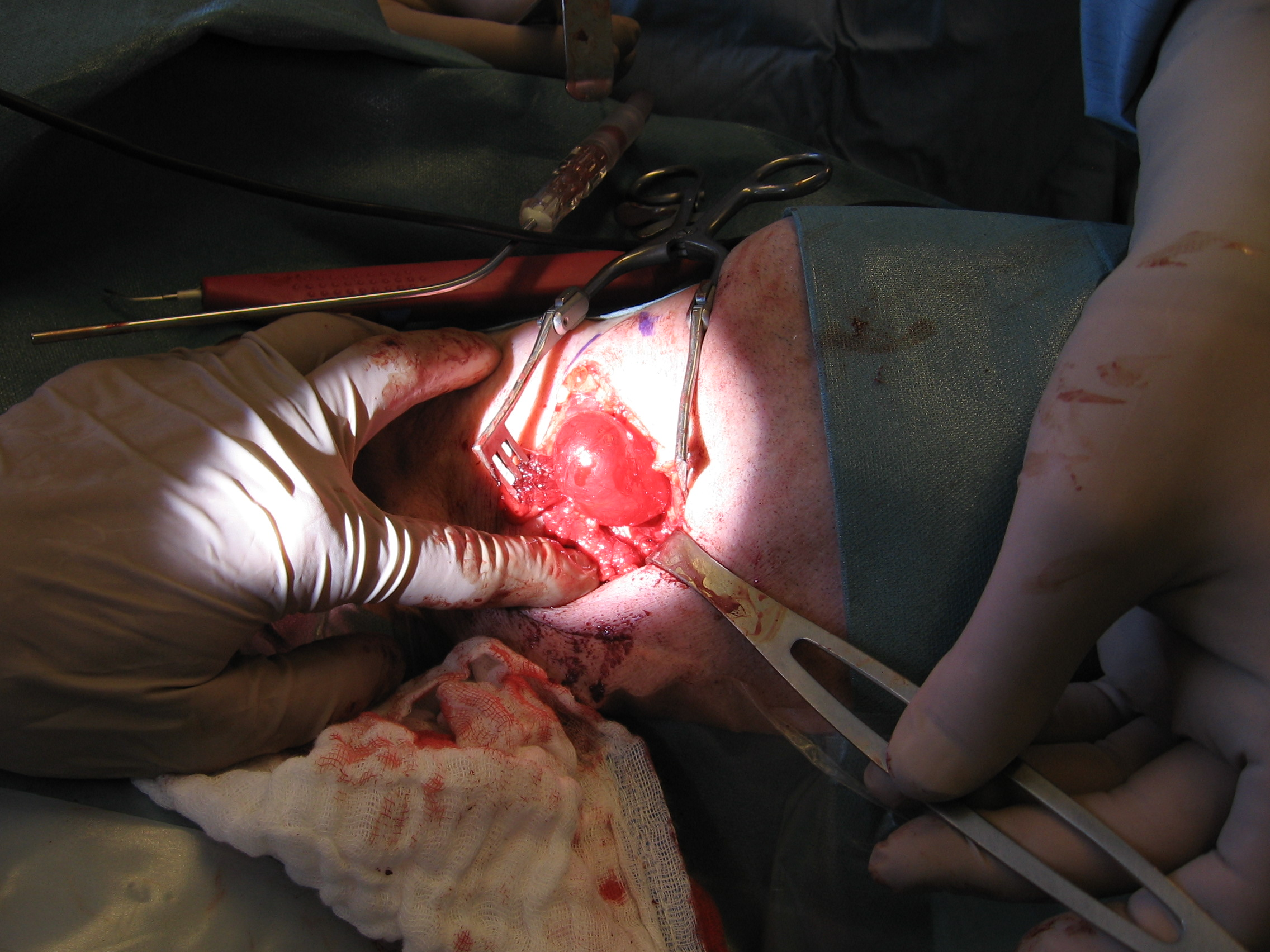
Trattamento chirurgico di un laringocele

Il laringocele è una dilatazione patologica del ventricolo laringeo, o ventricolo dei Morgagni, in cui si viene a creare uno sfiancamento della parete.
È tipica dei pazienti che suonano strumenti a fiato, oltreché dei soffiatori di vetro, a causa della continua espirazione forzata che produce un aumento delle pressioni nella laringe che porta alla dilatazione del ventricolo laringeo.
Si distinguono due forme di laringocele, quello interno e quello esterno; la sintomatologia comprende principalmente disfonia, anche se possono comparire anche disfagia e dispnea.
Se asintomatico può essere non trattato, essendo una lesione benigna; in alternativa si opta per il trattamento chirurgico o laserterapia.